# Konnuskanal

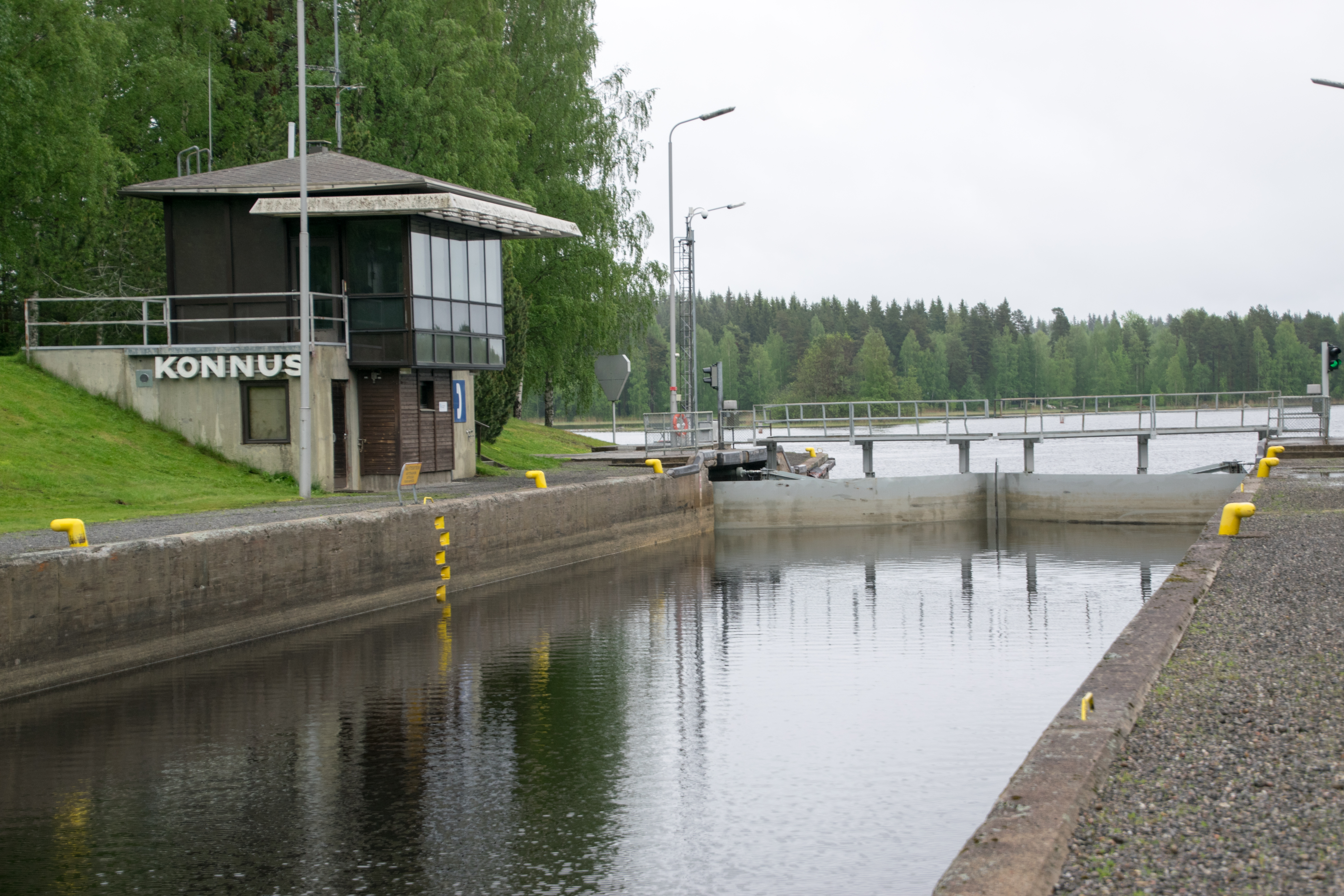
Konnuskanal

Der Konnuskanal befindet sich in der finnischen Gemeinde Leppävirta, etwa 6 km nördlich des Kirchdorfs Leppävirta. Er verbindet die Seen Kallavesi und Unnukka. 

## Bau
Der Bau des ersten Kanals wurde 1836 begonnen und 1841 fertiggestellt. Der Kanal besaß eine Schleuse aus Holz, war 336 m lang, 13,6 m breit und 2,15 m tief. Der Kanalbau ist im Zusammenhang mit dem Bau des südlich bei der Stadt Varkaus gelegenen, ein Jahr zuvor eröffneten Taipalekanals und des 1856 fertiggestellten Saimaa-Kanals zu sehen. Der Bau dieser Kanäle ermöglichte weitreichenden Gebieten und Städten im Inland wie z. B. der etwas nördlich gelegenen Stadt Kuopio den Zugang zur Ostsee.
Bald nach Fertigstellung des Saimaa-Kanals stellte sich heraus, dass der Konnuskanal zu klein wurde. Man begann mit dem Bau eines neuen Kanals. Die Schleuse wurde östlich neben die alte Schleuse gebaut. Er wurde 1869 in Betrieb genommen.
Der dritte Kanal wurde 1917–1919 gebaut, indem man die ursprüngliche Schleuse von 1841 für das Flößen verbreiterte und umbaute. 
Der vierte Kanal wurde in den Jahren 1969–1971 angelegt. Er hat eine Länge von 160 m, eine Breite von 13,3 m und eine Tiefe von maximal 4,8 m. Der Neubau wurde im Zusammenhang mit dem Ausbau einer Tiefwasserfahrrinne von Savonlinna nach Kuopio vorgenommen.